# 머나먼 여정 (1993년 영화)
《머나먼 여정》(영어:  Homeward Bound: The Incredible Journey)는 미국에서 제작된 두웨인 더넘 감독의 1993년 모험 코미디 영화이다. 1963년 영화 《머나먼 여정》을 리메이크한 작품이다. 마이클 J. 폭스, 샐리 필드, 돈 어미치 등이 목소리 출연하였고, 제프리 처노브와 프랭클린 R. 레비가 제작에 참여하였다. 1993년 2월 3일 개봉되었다. 미국에서 41,833,324 달러의 수익을 거두었으며 1996년에 속편 《머나먼 여정 2》가 나왔다.

## 출연진
- 로버트 헤이스 - 밥 시버 역
- 킴 그라이스트 - 로라 번퍼드시버 역
- 진 스마트 - 케이트 역
- 버로니카 로런 - 호프 번퍼드시버 역
- 벤지 솔 - 피터 번퍼드시버 역
- 윌리엄 에드워드 핍스 - 퀜틴 역
- 마크 테일러 - 커크우드 역: 동물 관리국 직원.
- 에드 버나드 - 내근 경사 역
- 게리 테일러 - 프랭크 역
- 마이클 J. 폭스 - 챈스 역 (목소리)
- 샐리 필드 - 새시 역 (목소리)
- 돈 어미치 - 섀도 역 (목소리)
- 머라이어 밀너 - 몰리 역
- 제인 존스 - 몰리의 엄마 역
- 돈 올더 - 몰리의 아빠 역
- 우디 이니 - 산림 감시원 마크 역
- 너미 후사 - 케이터링 업자 역
- 도러시 로버츠 - 피터의 선생님 역
- 앤 크리스천슨 - 조교 역
- 캐럴 스피니 - 개 보호소의 개 역 (목소리, 크레디트 미기재)

## 기타 제작진
- 공동 제작: 맥 빙
- 배역: 수전 블루스틴
- 미술: 로저 케인
- 세트: 니나 브래드퍼드
- 의상: 캐런 패치
- 음향: 랜디 톰

## 우리말 녹음
| KBS 성우진 (1997년 1월 1일) - 강수진 - 챈스 (마이클 J. 폭스) - 황원 - 섀도 (돈 어미치) - 정미숙 - 새시 (샐리 필드) - 나수란 - 유명숙 - 안경진 - 이종구 - 이연희 - 이규화 - 유동현 - 서문석 - 이연승 - 김희선 | MBC 성우진 (2000년 9월 12일) - 최원형 - 밥(로버트 헤이스) - 정남 - 로라(킴 그라이스트) - 박조호 - 챈스(마이클 J. 폭스) - 송도영 - 새시(샐리 필드) - 김기현 - 섀도(돈 어미치) - 안정현 - 선생님(도러시 로버츠) - 이성 - 산림 감시원(우디 이니) - 최상기 - 노인(윌리엄 에드워드 핍스) - 이미자 - 피터(벤지 솔) - 박영화 - 경찰(에드 버나드) - 조향이 - 케이트(진 스마트) - 엄태국 - 프랭크(게리 테일러) / 몰리의 아빠(돈 올더) - 김아영 - 몰리의 엄마(제인 존스) / 조교(앤 크리스천슨) - 송준석 - 케이터링 업자(너미 후사) - 오주연 - 몰리(머라이어 밀너) - 노계현 - 동물 관리국 직원(마크 테일러) - 채의진 - 호프(버로니카 로런) |  |